# Resonance (Galahad)
Resonance is het eerste livealbum van de in Dorset, Engeland gevestigde muziekgroep Galahad. Het muziekalbum werd opgenomen in Katowice, Polen in het Wyspianski Theater. Dat theater is de laatste jaren een vaste stek voor muziekgroepen binnen de progressieve rock om wellicht redelijk goedkoop opnamen te maken. De opnamen vonden plaats op 22 mei 2006. Galahad vertelde op het album dat ze altijd al in Polen wilde optreden, maar nooit echt in de gelegenheid waren of waren gesteld. Uiteindelijk kwam het concert tot stand door bemiddeling van Clive Nolan, die daar bijvoorbeeld optrad met zijn Caamora. Op 9 oktober 2006 verscheen de dvd. Op 14 juli 2009 volgde de compact disc-uitvoering. De mix vond plaats in de Thin Ice Studios van Nolan en door Karl Groom.

## Musici
- Stuart Nicholson: zang
- Roy Keyworth: gitaar
- Dean Baker: toetsinstrumenten, zang
- Lee Abraham: basgitaar, zang
- Spencer Luckman: slagwerk

## Composities

### CD
1. Uittreksel van Romeo en Julia / I could be God
2. Year Zero (delen 1 tot 4)
3. Sidewinder
4. Sleepers
5. Empires never last
6. Termination
7. This live could be my last

### DVD
De dvd bevat dezelfde opname met extra tracks, maar niet van het concert.